# Сенка над Инсмутом
Сенка над Инсмутом (енгл. The Shadow over Innsmouth) је хорор роман америчког писца Хауарда Филипса Лавкрафта, написана између новембра и децембра 1931. године. Део је Ктулу митова, користећи њихов мотив злокобне подводне цивилизације, и упућује на неколико заједничких елемената митова, укључујући имена места, митска бића и инвокације. Сенка над Инсмутом је једина Лавкрафтова прича која је објављена у облику књиге током његовог живота.
Приповедач је студент на антикварној турнеји по Новој Енглеској. Он путује кроз оближњи оронули лучки градић Инсмут који је описан као јефтинија и потенцијално занимљива следећа етапа његовог путовања. Тамо долази у контакт са необичним људима и посматра узнемирујуће догађаје који на крају доводе до застрашујућих и личних открића.

## Радња
Приповедач објашњава како је покренуо тајну истрагу америчке владе над оронулим градићем Инсмутом у Масачусетсу — бивше луке изоловане од других оближњих градова огромним сланим мочварама — након што је побегао одатле 16. јула 1927. године. Истрага је на крају завршена хапшењем многих мештана, као и подморницом која је избацила више дубинских торпеда ка понорима Ђавољег гребена, што је штампа нетачно пријавила као нападе на кријумчаре алкохола. Приповедач детаљно описује догађаје око његовог првобитног интересовања за град, који се налази дуж руте његовог обиласка Нове Енглеске, коју је спровео као 21-годишњи студент на колеџу Оберлин.
Док чека аутобус који ће га одвести у Инсмут, приповедач у суседном Њуберипорту прикупља информације о историји града од локалног становништва; све имају сујеверан призвук. Град је некада био профитабилна лука и центар за бродоградњу током колонијалног и постреволуционарног периода, али је почео да пропада након Рата из 1812. године. Локални трговац по имену Обед Марш изградио је профитабилну рафинерију злата, али је град само додатно пропао након нереда и мистериозне епидемије која је однела половину становника 1845. године. Марш је такође основао паганску култ назван Езотеријски ред Дагона, који је постао примарна религија града. Непријатељски се третирају спољни и владини званичници, укључујући агенте Бироа за попис становништва и школске инспекторе.
Приповедач сматра да је Инсмут углавном напуштен рибарски град, препун оронулих зграда и људи који ходају карактеристичним клатећим ходом и имају „чудно уске главе са равним носовима и избечене, воденастоплаве очи”. И град и његови становници заударају мирисом мртве рибе. Једини становник који се чини нормалним је службеник продавнице прехрамбених производа из суседног Аркама, који одатле пребачен. Приповедач прикупља много информација од њега, укључујући мапу града и име Задока Алена, старијег мештанина који би му могао дати информације у пијаном стању.
Приповедач упознаје Задока, који му, након што добије флашу вискија, објашњава да је, док је трговао на Каролинским острвима, Марш откривено племе Канака на Понпеју које је приносило људске жртве раси бесмртних рибљих хуманоида познатим као Дубоки. Канаки су се такође размножавали са Дубокима, стварајући хибридно потомство које подсећа на нормалне људи у детињству и раној одраслој доби, али се на крају полако трансформишу у саме Дубоке и напуштају површину да заувек живе у древним подморским градовима. Када су тешка времена пала на град, Маршов култ је приносио сличне жртве Дубокима у замену за богатство у виду великих улова рибе и јединственог накита. Када су Марш и његови следбеници ухапшени, Дубоки су узвратили нападом на град и убили више од половине његовог становништва.
Преживелима није преостало ништа друго него да се придруже култу и наставе Маршове праксе. Мушки и женски становници били су приморани да се паре са Дубокима, стварајући хибриде који након сазревања трајно мигрирају под воду да живе у граду И'ха-нтлеи, који се налази испод Ђавољег гребена. Градом сада доминира Маршов унук Барнабас, који је скоро у потпуности трансформисан у Дубоког. Задок објашњава да ови становници океана планирају да искористе шоготе да освоје или трансформишу површински свет. Задок види чудне таласе како се приближавају доку и говори приповедачу да су их видели, позивајући га да одмах напусти град. Приповедач је узнемирен, али на крају одбацује причу. Када оде, Задок нестаје и никада више није виђен.
Након што му је речено да аутобус има проблема са мотором, приповедач нема другог избора него да проведе ноћ у плеснивом хотелу. Док покушава да заспи, чује звукове на вратима као да неко покушава да уђе. Не губећи време, он бежи кроз прозор и кроз улице док у целом граду почиње лови за њим, приморавајући га с времена на време да имитира необичну шетњу мештана Инсмута док у мраку пролази поред група за претрагу. На крају, приповедач се пробија према железничкој прузи и чује поворку Дубоких који пролазе путем испред њега. Он отвара очи да види створења и открива да имају сиво-зелену кожу, рибље главе са очима које не трепћу, шкрге на врату и пловне кожице на рукама, као и да комуницирају неразумљивим гласовима налик на грактање. Ужаснут, приповедач се онесвести, али се сутрадан у подне буди сам и неповређен.
Након што је стигао до Аркама и обавестио државне власти о Инсмуту, приповедач открива да је његова бака била у сродству са породицом Обеда Марша, иако је порекло њене мајке нејасно. Његов ујак је претходно посетио Аркам да истражи своје порекло пре него што је извршио самоубиство. По повратку кући у Толидо, приповедач почиње да истражује своје породично стабло и открива да је потомак Марша преко његове друге жене Пт'тиа-л'ји, и до 1930. почиње да се постепено трансформише у Дубоког. Почиње да сања своју баку и Пт'тиа-л'ји у И'ха-нтлеију, који је оштећен, али није уништен у нападу подморнице. Објашњавају да ће Дубоки за сада остати под водом, али ће се на крају вратити како би извршили инвазију на површински свет „у виду почасти за којима је жудео Велики Ктулу”.
Након што је накратко угледао шогота у једном од својих снова, приповедач се буди и открива да је у потпуности стекао „изглед Инсмута”. Жели да се убије и купује аутоматски пиштољ, али не може да спроведе свој наум. Док приповедач завршава своју причу, он доживљава психички слом и прихвата своју судбину. Одлучује да свог рођака, који је још више трансформисан од њега, ослободи из санаторијума у Кантону и одведе га да живи у И'ха-нтлеију.

## Ликови
Роберт Олмстед
Олмстед је приповедач и протагониста приче. Он открива Инсмут током обиласка Нове Енглеске док тражи генеалошке информације и проналази више него што је очекивао. Иако је лик неименован у причи, назива се „Роберт Олмстед” Лавкрафтовим белешкама, објављеним у колекцији Нешто о мачкама и друге приче. Енциклопедија Х. Ф. Лавкрафта истиче да су Олмстедове путне навике паралелне са Лавкрафтовим — и Лавкрафт би „тражио најјефтинији пут”, а Олмстедова вечера „супа од поврћа са крекерима” типична је за Лавкрафтову нискобуџетну исхрану.
Обед Марш
Богати поморски капетан, патријарх елитне породице Марш и оснивач Езотеријског реда Дагона. Задок Ален га је назвао човеком који је први позвао Дубоке у Инсмут. Године 1846. затворен је након што су градови у близини Инсмута постали сумњичави према његовој посади. Умро је 1878. године. Према Лавкрафтовој причи, Маршова ћерка Алис је прабака Роберта Олмстеда.
Барнабас Марш
Познат као „Стари Марш”, он је унук Обеда Марша и власник рафинерије Марш у време радње ове приче. Његов отац био је Онисифорус Марш, Обедов син од његове потпуно људске жене; иако је Барнабасова мајка, која никада није виђена у јавности, очигледно била припадник Дубоких. Задок Ален каже за њега: "Сад је и Барнабас промењен. Не може више да затвори очи, и сав је расклиман. Кажу да још увек носи одећу, али ће ускоро да пређе у воду.”
Задок Ален
Један од ретких потпуно људских становника Инсмута и алкохоличар. Његово пијано блебетање омогућава Лавкрафту да пренесе велики део тајне позадине града протагонисти приче. Рођен 1831. године, Ален нестаје и умире 1927. године, након што га је киднаповао и жртвовао Езотеријски ред Дагона. Енциклопедија Х. Ф. Лавкрафта примећује да Ален подсећа — и да дели своје године рођења и смрти са — Џонатаном Е. Хоугом, песником аматером и Лавкрафтовим познаником. Могућа књижевна инспирација је лик др Хамфрија Латропа у делу Место звано Дагон Херберта Гормана, који је, као и Ален, пијанац који познаје тајну историју свог града.
Радник у продавници
Неименовани младић од око седамнаест година из Аркама и самим тим у потпуности човек. Његови претпостављени су га пребацили у Инсмут, на неодобравање његове породице и њега, али он не може себи да приушти да напусти посао. Превише је срећан што се сусреће са приповедачем и описује злокобна дешавања у Инсмуту, али младић није свестан шта се заиста дешава у граду. Он прича о бизарним деформитетима који погађају староседеоце и како старија генерација скоро никада није виђена напољу због свог монструозног изгледа. Он такође укратко обавештава приповедача о Езотеријском реду Дагона, и шта он зна о градском друштву, и упућује га на пијанца, Задока Аллена, за више информација. Оно што је најважније, младић црта опсежну мапу града, коју касније Олмстед користи као средство за бекство из Инсмута.

### Породично стабло Роберта Олмстеда
Ово је породично стабло приповедача, Роберта Олмстеда, како је описано у Сенки над Инсмутом и у Лавкрафтовим белешкама.
| Кључ: | Дубоки | Људи | Хибридни потомци |

|                   |                   | Пт'тиа-л'ји       | Пт'тиа-л'ји       | Пт'тиа-л'ји       | Пт'тиа-л'ји       | Пт'тиа-л'ји | Пт'тиа-л'ји |                       |                       |                       |                       |                       |                       |                |                |                        |                        |                        |                        | Обед Марш              | Обед Марш              | Обед Марш | Обед Марш | Обед Марш         | Обед Марш         |                   |                   |                   |                   |                   |                   |                   |                   |         |         | прва супруга | прва супруга | прва супруга | прва супруга | прва супруга | прва супруга |           |           |           |           |  |  |
|                   |                   | Пт'тиа-л'ји       | Пт'тиа-л'ји       | Пт'тиа-л'ји       | Пт'тиа-л'ји       | Пт'тиа-л'ји | Пт'тиа-л'ји |                       |                       |                       |                       |                       |                       |                |                |                        |                        |                        |                        | Обед Марш              | Обед Марш              | Обед Марш | Обед Марш | Обед Марш         | Обед Марш         |                   |                   |                   |                   |                   |                   |                   |                   |         |         | прва супруга | прва супруга | прва супруга | прва супруга | прва супруга | прва супруга |           |           |           |           |  |  |
|                   |                   |                   |                   |                   |                   |             |             |                       |                       |                       |                       |                       |                       |                |                |                        |                        |                        |                        |                        |                        |           |           |                   |                   |                   |                   |                   |                   |                   |                   |                   |                   |         |         |              |              |              |              |              |              |           |           |           |           |  |  |
|                   |                   |                   |                   |                   |                   |             |             |                       |                       |                       |                       |                       |                       |                |                |                        |                        |                        |                        |                        |                        |           |           |                   |                   |                   |                   |                   |                   |                   |                   |                   |                   |         |         |              |              |              |              |              |              |           |           |           |           |  |  |
| двоје деце        | двоје деце        | двоје деце        | двоје деце        | двоје деце        | двоје деце        |             |             | Бенџамин Орн          | Бенџамин Орн          | Бенџамин Орн          | Бенџамин Орн          | Бенџамин Орн          | Бенџамин Орн          |                |                | Алис Марш              | Алис Марш              | Алис Марш              | Алис Марш              | Алис Марш              | Алис Марш              |           |           | Онисифорус Марш   | Онисифорус Марш   | Онисифорус Марш   | Онисифорус Марш   | Онисифорус Марш   | Онисифорус Марш   |                   |                   | супруга           | супруга           | супруга | супруга | супруга      | супруга      |              |              | три ћерке    | три ћерке    | три ћерке | три ћерке | три ћерке | три ћерке |  |  |
| двоје деце        | двоје деце        | двоје деце        | двоје деце        | двоје деце        | двоје деце        |             |             | Бенџамин Орн          | Бенџамин Орн          | Бенџамин Орн          | Бенџамин Орн          | Бенџамин Орн          | Бенџамин Орн          |                |                | Алис Марш              | Алис Марш              | Алис Марш              | Алис Марш              | Алис Марш              | Алис Марш              |           |           | Онисифорус Марш   | Онисифорус Марш   | Онисифорус Марш   | Онисифорус Марш   | Онисифорус Марш   | Онисифорус Марш   |                   |                   | супруга           | супруга           | супруга | супруга | супруга      | супруга      |              |              | три ћерке    | три ћерке    | три ћерке | три ћерке | три ћерке | три ћерке |  |  |
|                   |                   |                   |                   |                   |                   |             |             |                       |                       |                       |                       |                       |                       |                |                |                        |                        |                        |                        |                        |                        |           |           |                   |                   |                   |                   |                   |                   |                   |                   |                   |                   |         |         |              |              |              |              |              |              |           |           |           |           |  |  |
| Џејмс Вилијамсон  | Џејмс Вилијамсон  | Џејмс Вилијамсон  | Џејмс Вилијамсон  | Џејмс Вилијамсон  | Џејмс Вилијамсон  |             |             |                       |                       |                       |                       | Елајза Орн            | Елајза Орн            | Елајза Орн     | Елајза Орн     | Елајза Орн             | Елајза Орн             |                        |                        |                        |                        |           |           |                   |                   |                   |                   | Барнабас Марш     | Барнабас Марш     | Барнабас Марш     | Барнабас Марш     | Барнабас Марш     | Барнабас Марш     |         |         | супруга      | супруга      | супруга      | супруга      | супруга      | супруга      |           |           |           |           |  |  |
| Џејмс Вилијамсон  | Џејмс Вилијамсон  | Џејмс Вилијамсон  | Џејмс Вилијамсон  | Џејмс Вилијамсон  | Џејмс Вилијамсон  |             |             |                       |                       |                       |                       | Елајза Орн            | Елајза Орн            | Елајза Орн     | Елајза Орн     | Елајза Орн             | Елајза Орн             |                        |                        |                        |                        |           |           |                   |                   |                   |                   | Барнабас Марш     | Барнабас Марш     | Барнабас Марш     | Барнабас Марш     | Барнабас Марш     | Барнабас Марш     |         |         | супруга      | супруга      | супруга      | супруга      | супруга      | супруга      |           |           |           |           |  |  |
|                   |                   |                   |                   |                   |                   |             |             |                       |                       |                       |                       |                       |                       |                |                |                        |                        |                        |                        |                        |                        |           |           |                   |                   |                   |                   |                   |                   |                   |                   |                   |                   |         |         |              |              |              |              |              |              |           |           |           |           |  |  |
|                   |                   |                   |                   |                   |                   |             |             |                       |                       |                       |                       |                       |                       |                |                |                        |                        |                        |                        |                        |                        |           |           |                   |                   |                   |                   |                   |                   |                   |                   |                   |                   |         |         |              |              |              |              |              |              |           |           |           |           |  |  |
| Даглас Вилијамсон | Даглас Вилијамсон | Даглас Вилијамсон | Даглас Вилијамсон | Даглас Вилијамсон | Даглас Вилијамсон |             |             | отац Роберта Олмстеда | отац Роберта Олмстеда | отац Роберта Олмстеда | отац Роберта Олмстеда | отац Роберта Олмстеда | отац Роберта Олмстеда |                |                | мајка Роберта Олмстеда | мајка Роберта Олмстеда | мајка Роберта Олмстеда | мајка Роберта Олмстеда | мајка Роберта Олмстеда | мајка Роберта Олмстеда |           |           | Волтер Вилијамсон | Волтер Вилијамсон | Волтер Вилијамсон | Волтер Вилијамсон | Волтер Вилијамсон | Волтер Вилијамсон |                   |                   | супруга           | супруга           | супруга | супруга | супруга      | супруга      |              |              |              |              |           |           |           |           |  |  |
| Даглас Вилијамсон | Даглас Вилијамсон | Даглас Вилијамсон | Даглас Вилијамсон | Даглас Вилијамсон | Даглас Вилијамсон |             |             | отац Роберта Олмстеда | отац Роберта Олмстеда | отац Роберта Олмстеда | отац Роберта Олмстеда | отац Роберта Олмстеда | отац Роберта Олмстеда |                |                | мајка Роберта Олмстеда | мајка Роберта Олмстеда | мајка Роберта Олмстеда | мајка Роберта Олмстеда | мајка Роберта Олмстеда | мајка Роберта Олмстеда |           |           | Волтер Вилијамсон | Волтер Вилијамсон | Волтер Вилијамсон | Волтер Вилијамсон | Волтер Вилијамсон | Волтер Вилијамсон |                   |                   | супруга           | супруга           | супруга | супруга | супруга      | супруга      |              |              |              |              |           |           |           |           |  |  |
|                   |                   |                   |                   |                   |                   |             |             |                       |                       |                       |                       |                       |                       |                |                |                        |                        |                        |                        |                        |                        |           |           |                   |                   |                   |                   |                   |                   |                   |                   |                   |                   |         |         |              |              |              |              |              |              |           |           |           |           |  |  |
|                   |                   |                   |                   |                   |                   |             |             |                       |                       |                       |                       | Роберт Олмстед        | Роберт Олмстед        | Роберт Олмстед | Роберт Олмстед | Роберт Олмстед         | Роберт Олмстед         |                        |                        |                        |                        |           |           |                   |                   |                   |                   | Лоренс Вилијамсон | Лоренс Вилијамсон | Лоренс Вилијамсон | Лоренс Вилијамсон | Лоренс Вилијамсон | Лоренс Вилијамсон |         |         |              |              |              |              |              |              |           |           |           |           |  |  |

## Инспирација
Оба Лавкрафтова родитеља умрла су у менталним болницама, а неки критичари верују да се забринутост због наслеђивања склоности ка физичкој и менталној дегенерацији одражава у заплету Сенке над Инсмутом. Новела такође дели неке теме са његовом ранијом причом, „Чињенице везане за покојног Артура Џермина и његову породицу”. Ктулу, ентитет из претходних Лавкрафтових прича, је господар морских створења. Ум приповедача пропада када му се пружи увид у оно што постоји изван његове перципиране стварности. Ово је централно начело космицизма, које Лавкрафт наглашава у уводној реченици „Зова Ктулуа”: „Најмилосрднија ствар на свету, рекао бих, неспособност је људског ума да узајамно повеже сав свој садржај.”
Лавкрафт је засновао град Инсмут на основу својих утисака о Њуберипорту у Масачусетсу, који је посетио 1923. и у јесен 1931. године. Прави Њуберипорт се појављује као суседни град у наративу. Утицај на радњу вероватно је имао Лавкрафтов ужас према мешању раса, који су документовали Лавкрафтов биограф Л. Спраг де Камп и други.
Роберт М. Прајс цитира два дела као књижевне изворе за Сенку над Инсмутом: „Управник луке” Роберта В. Чејмберса и „Рибоглави” Ирвина С. Коба. Чејмберсова прича се тиче открића „остатака последње расе амфибијских људских бића”, која живе у понору дубоком пет миља недалеко од обале Атлантика. Насловно створење је описано као „човек са округлим, фиксираним, рибљим очима и меком, шиљастом кожом. Али ужас овог створа биле су две шкрге које су се грчевито надувале и опуштале”. Лавкрафта је очигледно импресионирала ова прича, пишући у писму Франку Белнапу Лонгу: „Боже! Управник луке!!!” „Рибоглави” је прича о „људској монструозности” са необичном сличношћу са рибом: његова лобања је тако нагло нагнута уназад да би се тешко могло рећи да уопште има чело; брада му се косо спустила ни у шта. Очи су му биле мале и округле са плитким, застакљеним, ружичасто-жутим зеницама, широко размакнуте на глави, не трепћући и зурећи, попут рибљих очију. Лавкрафт је у „Натприродном хорору у књижевности” назвао Кобову причу „погубно ефикасном у свом приказу неприродних афинитета између хибридног идиота и чудне рибе из изолованог језера”. Прајс напомиње да Рибоглави, као „син оца црнца и мајке полукрвне мајке Индијанке,” „недвосмислено оличава основну премису Сенке над Инсмутом.... Ово је, наравно, оно што је Лавкрафтов сматрао одвратним у идеји међурасног брака... подтекстуална идеја о парењу различитих етничких раса и 'загађивање' генетике.” Прајс поени указује на сличност у именима између града Дубоких И'ха-нтлеија и Јохарнех-Лахаија, измишљеног божанства у Боговима Пегане лорда Дансенија, које „шаље мале снове из Пегане да би задовољило људе на Земљи” — претеча Лавкрафтовог измишљеног божанства Ктулу, које шаље мање пријатне снове из Р'лијеха.
Опис Дубоких има сличности са морским створењем описаним у приповеци „У амбису” Х. Џ. Велса:
Два велика и истурена ока вирила су из дупљи као код камелеона, а имао је широка рептилска уста са рожнатим уснама испод малих ноздрва. У положају ушију налазила су се два огромна шкржна покрива, а из њих је плутало разгранато стабло коралинских влакана, скоро попут шкрга налик дрвету које поседују веома младе раже и ајкуле. Али људскост лица није била најнеобичнија ствар код створења. Био је то двоножац; његово скоро лоптасто тело било је постављено на две жабље ноге и дуг, дебели реп, а његови предњи удови, који су гротескно карикирали људску руку, попут жаба, носили су дугачку осовину од кости, са врхом од бакра. Боја створења била је шаролика; глава, руке и ноге су му биле љубичасте; али његова кожа, која је лабаво висила на њему, попут одеће, била је фосфоресцентно сива.

## Публикација
Лавкрафт је био прилично критичан према Сенки над Инсмутом, пишући Огасту Дерлету да прича „има све недостатке које жалим — посебно у смислу стила, где су се ушуњале фразе и ритмови упркос свим мерама предострожности... Не — ја не намеравам да понудим Сенку над Инсмутом за објављивање, јер не би имала никакве шансе да буде прихваћена.”
Причу је одбио Фарнсворт Рајт, уредник часописа Weird Tales, када ју је Дерлет кришом предао 1933. године. „Прочитао сам Лавкрафтову причу... и морам да признам да ме фасцинира”, написао је Дерлету. „Али не знам шта могу да урадим са њом. Тешко је ову причу раставити на два дела, а предуга је да би се завршила у једном делу.”
Крајем 1935. године, Visionary Publishing Company Вилијама Л. Крофорда започео је процес издавања књиге Сенка над Инсмутом. Пројекат је остварен у новембру 1936. (иако је на страници о ауторским правима датум објављивања био април 1936), али је књига имала толико штампарских грешака да је Лавкрафт инсистирао на страни са грешкама (која је такође била погрешна). Лавкрафт је био незадовољан издањем; пишући свом дописнику Лију Макбрајду Вајту: „Моја Сенка над Инсмутом је сада изашла − али као прва књига у платненом повезу не буди никакав ентузијазам у мени. Заиста, то је једно од најлошијих издања које сам икада видео − 30 грешака у куцању, неуредан формат и лабав, клизав повез. Једина искупљујућа карактеристика је скуп илустрација – од којих једна, на омоту, чува изглед ствари...”
Новела је имала тираж од 200 примерака — једина је књига Лавкрафтове фикције која је дистрибуирана током његовог живота. Крофорд је штампао 400 примерака, али је повезао само 200; остали су касније уништени. О овом издању Роберт Вајнберг је написао: „Штампано је само неколико стотина примерака књиге, а продато је чак и мање од тога, иако је била доступна по повољној цени од 1 долар по примерку. Имала је добар папир, црни ланени повез и четири илустрације Франка Утпатела. Књига је била једини укоричени тврди повез који се појавио за време Лавкрафтовог живота и постала је једна од правих реткости на пољу колекционара. Њен неуспех, као и лоша продаја треће не-фантастичне књиге уверили су Вилијама Крофорда у бескорисност његових напора”.
Након Лавкрафтове смрти (и Рајтове), прича се појавила у неовлашћеној скраћеној верзији у издању часописа Weird Tales у јануару 1942. године.

## Пријем
Као што је Л. Спраг де Камп приметио, акциони делови Сенке над Инсмутом су били промена код Лавкрафта; напета и незаборавна сцена опсаде у причи у оквиру хотела насловног града открива штих у извршењу у рангу са неким од најупечатљивијих поглавља романа Силом одведен Р. Л. Стивенсона. Огаст Дерлет је назвао Сенку над Инсмутом „мрачном, дубоком причом, типичном за Лавкрафта у свом најбољем издању”. Роберт Вајнберг ју је похвалио као „добро написану причу”. Према де Кампу, Лавкрафт није веровао у своју способност приповедања акције, а прича је необична и по томе што Лавкрафт укључује одрживе и делотворне акционо писање током кулминације догађаја у Инсмуту.

## Ктулу митови
- Ктулу и Р'лијех, које Задок Ален успут помиње, централни су елементи приче „Зов Ктулуа”.
- Створење познато као Дагон је први пут представљено у истоименој причи из 1917. године.
- Као што је наведено у причи „Ствар на прагу”, Асенат Вејт, опседнута жртва свог оца Ефраима Вејта, имплицитно је један од хибрида људи и Дубоких, и била је становница Инсмута пре него што је кренула на Универзитет Мискатоник. Слуге које доводи у свој брак са Едвардом Дербијем такође су домороци из Инсмута. Ово се дешава након Сенке над Инсмутом, када су Асенат и њен отац побегли од владине рације која се помиње у оригиналној причи.
- Вејтови, Гилмани, Елиоти и Маршови су „нежно одгајане” породице Инсмута. Упркос свом презимену, за протагонисту приче „Снови у вештичјој кући”, Волтера Гилмана, није утврђено да има везе са Инсмутом или Дубокима.
- Огаст Дерлет је такође користио Дубоке у приповеци „Глина Инсмута”, која је инспирисана записом у Лавкрафтовој бележници. „Соба са капцима” је још једна Дерлетова кратка прича, инспирисана Лавкрафтовом белешком, која такође укључује Дубоке. Помиње везу између породице Марш из Инсмута и породице Вејтли из Данича из новеле „Данички ужас”.